# Port lotniczy Harrismith
Port lotniczy Harrismith (IATA: HRS, ICAO: FAHR) – port lotniczy położony w Harrismith, w Wolnym Państwie, w Republice Południowej Afryki.